# 淡尾鹟莺
，是雀形目柳莺科的一种鸟类。

## 特征
淡尾鹟莺体重约7.3克，翼长约55.6毫米，嘴峰长约12.4毫米，喙宽度约3.3毫米，喙厚度约2.9毫米，跗蹠长约16.5毫米，尾长约46.5毫米。淡尾鹟莺是候鸟，其栖息在密集的高大树木组成的森林中，食性为肉食性，主要食物来源是陆生无脊椎动物。

## 分布
中国西部和南部；在泰国、柬埔寨和越南北部越冬。